# Jazz Meeting Berlin

Der Klarinettist Theo Jörgensmann – hier im Gespräch mit dem ungarischen Pianisten Károly Binder – spielte auf dem Jazz Meeting Berlin 2006

Das Jazz Meeting Berlin existiert seit 1997 und wurde durch Helmut Degner und Joe Kučera als Auftrittsforum deutscher und tschechischer Jazzmusiker ins Leben gerufen.

## Ursprünge

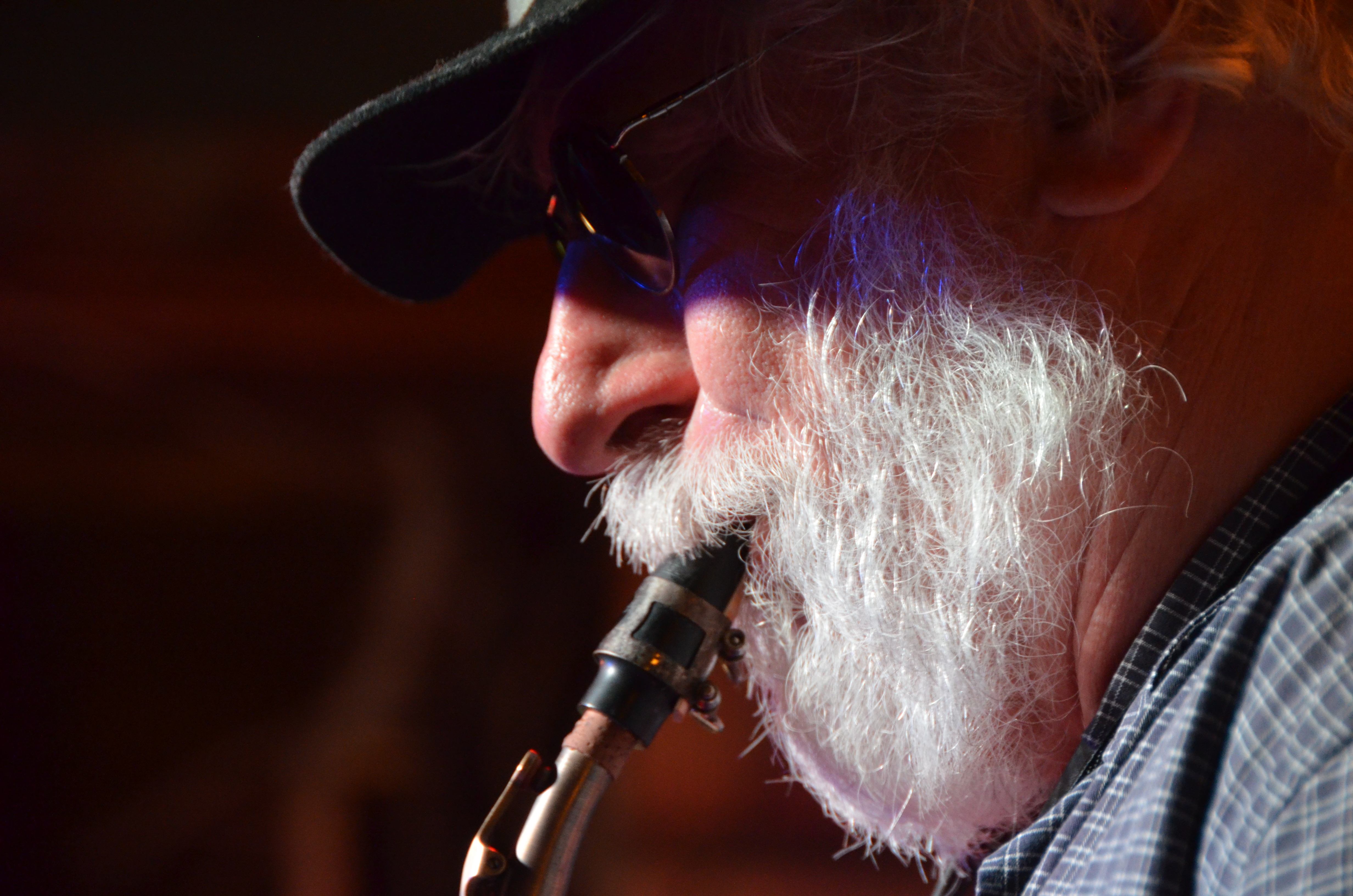
Joe Kučera 2016

Auf dem Karlsbader Jazzfest in Tschechien waren 1997 bekannte Berliner Jazzmusiker mit Unterstützung der Berliner Senatsverwaltung aufgetreten. Aus diesem erfolgreichen Auftritt heraus entstand die Idee eines länderübergreifenden, musikalischen Austauschs. Initiatoren des Festivals waren der gebürtige Prager und Musiker Joe Kučera, der in Helmut Degner, dem früheren Leiter der Protokollabteilung im Senat von Berlin, einen begeisterten Mitstreiter fand.
Von Beginn an war die ufaFabrik in Berlin-Tempelhof der zentrale Festspielort. Helmut Degner hatte sich in den 70er Jahren sehr für die ufaFabrik eingesetzt und traf mit seinem Ansinnen auf das große Interesse der dort Verantwortlichen. 1997 begann eine Abfolge jährlich wiederkehrender Festivalauftritte mit immer neuem Programm. Andreas Malliaris übernahm 2006 den organisatorischen Part von Helmut Degner und teilte sich mit Joe Kučera die künstlerische Leitung für 2006/2007.

## Erweiterung der Aktivitäten
Anfänglich stand vor allem die gemeinsame Präsentation von Jazzmusikern aus Deutschland und Tschechien im Mittelpunkt. Später nahmen auch Jazzgruppen aus anderen Nationen daran teil. Die verstärkte Zusammenarbeit mit Medienpartnern, europäischen Kulturinstituten und internationalen Sponsoren hat das Jazz-Meeting in den vergangenen Jahren zu einem Festival europäischer Prägung werden lassen. Die Förderung von Nachwuchsmusikern und der „Young Generation Jazz“ soll auch in Zukunft ein wichtiger Schwerpunkt der künstlerischen Organisationsleitung sein.

## Programm bis 2007
Bis 2007 fanden, wie auch in den vergangenen Jahren, Austauschkonzerte in Prag statt. Im Festivalprogramm des Jazz Meeting 2007 waren u. a. bekannte deutsche Jazzmusiker wie Heinz Sauer, Theo Jörgensmann, Torsten Goods und Michael Wollny aufgetreten. In den Jahren zuvor waren z. B. Miroslav Vitouš und Joe Muranyi zu Gast.

## Programmplanung ab 2008
Ab 2008 werden vor allem junge Jazzkünstler unter dem Motto „Young Generation Jazz“ in Berlin präsentiert.
Da das Jazz Meeting Berlin auch 2008 Festivalpartner der Popkomm ist, wird „Young Generation Jazz“ (10.–15. Oktober 2008) kurz nach dem Musikprogramm der Popkomm (8.–10. Oktober 2008) stattfinden. Mit dabei sind u. a. Matthias Schriefl, Tineke Postma, Håkon Kornstad, Fredrika Stahl, Chris Gall, Yaron Herman und Jef Neve.